# Onthophagus psychopompus
Onthophagus psychopompus é uma espécie de inseto do género Onthophagus, família Scarabaeidae, ordem Coleoptera.
Foi descrita cientificamente por Ziani & Garakhloo em 2010.